# Світло і тінь (сингл)
Світло і тінь — пісня гурту Lama з однойменного альбому «Світло і тінь» 2008 року. Пісню було видано як сингл 2007 року. Саме тоді й був відзнятий відеокліп. У 2007 також сингл побував на найвищих сходинках чарту «ФДР Топ 40».
Композиція з назвою «Світло і тінь» вже лунала у репертуарі Наталі Дзеньків у складі колективу «Магія», що стала синглом 1998 року. Нова ж версія відрізняється більш поп-роковим звучанням від минулої танцювальної версії.

## Відеокліп
Відео було відзняте 2007 року. Це був п'ятий кліп з доробку гурту. Відео показує гру музикантів, що перехрещується з кадрами, де учасники та їх інструменти вимазані глиною. Наприкінці відео всі музиканти починають розбивати свої музичні інструменти.